# Marline Barberena
Marline Barberena, de son nom complet, Marline del Carmen Barberena Peugnet, née le 24 mai 1987 à Miami, a été élue Miss Nicaragua 2014. Elle est la 32e Miss Nicaragua.

## Biographie

### Jeunesse et études
Martine Barberena a grandi dans le quartier de Little Havana à Miami. Elle a ensuite déménagé à Fort Lauderdale. Elle est titulaire d'un baccalauréat en administration des affaires. Elle a travaillé pour Apple avant de poursuivre son rêve de participer à des concours de beauté.

### Élection Miss Nicaragua 2014
Marline Barberena représente la ville de Chichigalpa et elle est élue Miss Nicaragua 2014 le 15 mars 2014 au Théâtre national Rubén Darío à Managua et succède à Nastassja Bolívar, Miss Nicaragua 2013. Elle est la deuxième gagnante du concours à être née et à grandir en dehors du Nicaragua après son prédécesseur Nastassja Bolívar, qui est également née et a grandi à Miami. 
Ses dauphines :
- 1re dauphine : Jeymmy García, Miss Rivas 2014.
- 2e dauphine : Paola Quintero, Miss Masatepe 2014.
- 3e dauphine : Katherine Guadamuz, Miss Masaya 2014.
- 4e dauphine : Xilonem Quiñonez, Miss Chinandega 2014.

#### Parcours
- Top 23 au concours Nuestra Belleza Latina 2013.
- Miss Nicaragua 2014.